# 新吉站 (京畿道)
新吉站（：／ Singil yeok */?）曾为韩国铁路水仁线上的一个车站，位于元谷站和君子站之间，目前已废止。

## 历史
- 1937年8月5日，落成使用。
- 1994年9月1日，停止使用。